# Kelley Mack
Kelley Mack (10. července 1992 Cincinnati, Ohio, USA – 2. srpna 2025 tamtéž) byla americká herečka.

## Kariéra
Nejvíce se proslavila rolí Addy v deváté sezóně seriálu Živí mrtví (2018–2019). Hrála také ve filmech Falešný profil (2018), Pirátská vysílání (2021) a v hororu Delicate Arch (2024). Epizodní role si zahrála v televizních seriálech Záchranáři L. A. (2019), nebo Nemocnice Chicago Med (2022).

## Osobní život
Kelley Mack se narodila 10. července 1992 v Cincinnati. Měla dva mladší sourozence, jedním z nich byl herec Parker Mack. V roce 2010 absolvovala střední školu Hinsdale Central High School a v roce 2014 získal bakalářský titul v oboru kinematografie na Dodge College of Film na Chapman University. Psala a režírovala krátké filmy a působila také jako producentka.
V září roku 2024 jí lékaři objevili nádor na páteři. Původně si myslela, že jí vyhřezla ploténka. Pociťovala bolest v bederní oblasti, nebo brnění. Po operaci se jí zhoršovala chůze a nakonec skončila na invalidním vozíku. Kelley Mack zemřela 2. srpna 2025 v Cincinnati ve věku 33 let.

## Filmografie

### Filmy
- Falešný profil (2018)
- Pirátská vysílání (2021)
- Delicate Arch (2024)

### Televize
- Živí mrtví (2018–2019)
- Záchranáři L. A. (2019)
- Nemocnice Chicago Med (2022)